# Eagle (Schiff)
Die Eagle  auch USCGC Eagle (Kennung: WIX-327), ist eine Bark der United States Coast Guard. Sie dient als Segelschulschiff für Offizieranwärter der US-amerikanischen Küstenwache.
Bis 1945 wurde das zur Gorch-Fock-Klasse gehörende Schiff von der deutschen Kriegsmarine als Segelschulschiff eingesetzt. Ihr damaliger Name lautete Horst Wessel, benannt nach dem SA-Sturmführer Horst Wessel.

## Geschichte

### Horst Wessel
Nach dem Wiederaufbau der Kriegsmarine Mitte der 1930er Jahre reichte die Gorch Fock für die Ausbildung nicht mehr aus. Nach den gleichen Plänen, nur mit etwas längerem Rumpf, entstand deshalb dieses zweite Segelschulschiff bei Blohm & Voss für die Inspektion des Bildungswesens der Marine. Das Schiff besaß nach seinem Stapellauf am 13. Juni 1936 zunächst noch keine Galionsfigur und nur kahle Masten. Am Ausrüstungskai wurde die Beseglung angebracht. Bald danach erhielt das Schiff seine Galionsfigur in Gestalt eines Reichsadlers.
Das Schiff unterstand strukturell, wie auch die anderen Schulschiffe der Marine, der Marineschule Mürwik. Vor der Indienststellung am 17. September 1936 wurde eine Stammmannschaft unter Kommandant August Thiele zusammengestellt. Viele davon hatten auf anderen Schulschiffen, etwa der Gorch Fock, gedient und somit entsprechende Kenntnisse und Fertigkeiten zur Schiffsführung. Die wesentliche Aufgabe des Schiffes bestand in der Ausbildung von Marinesoldaten, die später als Maate oder Offiziere in der Reichsmarine eingesetzt werden konnten. Die Kursanten erhielten ihre militärische Grundausbildung in den Schiffsstammabteilungen z. B. in Stralsund (Dänholm und Frankenkaserne) und danach die seemännische Ausbildung auf den Segelschulschiffen.
Nachdem nach der Indienststellung die erste Ausbildung realisiert war, besuchte zuerst Admiral Erich Raeder, der Oberbefehlshaber der Marine, das Schiff und inspizierte es. Ihm folgte bald danach Generalfeldmarschall Werner von Blomberg, der Kriegsminister und Oberbefehlshaber der Wehrmacht. Dieser hielt sich länger auf dem Schiff auf. Mit der Barkasse der Marineschule, vor dessen Bootshafen die Horst Wessel vor Anker lag, wurde er von dort in Begleitung des Schulleiters zum Schiff übergesetzt. Sein Stander als Kriegsminister wurde am Mast aufgezogen (siehe Bild des Schiffes vor der Marineschule Mürwik). Er wurde entsprechend mit allen militärischen Ehren empfangen. Von der Horst Wessel aus nahm er die Vorbeifahrtparade der anwesenden Schulschiffe, an der Spitze die Gorch Fock, ab. Er beobachtete Ausbildung und Segelmanöver und sprach mit den Offizieren des Schiffes, so z. B. mit dem damaligen Kapitänleutnant Hubert Freiherr von Wangenheim, der von 1956 bis 1960 Leiter der Marineschule Mürwik wurde.
Das Schiff führte unter dem Kommando seines ersten Kommandanten August Thiele bis zum 27. Januar 1939, ansonsten bis Kriegsbeginn mehrere Auslandsreisen durch (Las Palmas, Island, Edinburgh). Diese Reisen dienten der Hochseeausbildung der Kursanten, hatten aber sicher auch außenpolitische Ziele.
Mit den Kriegszielen und -vorbereitungen Hitlers änderten sich auch die Ausbildungsinhalte für die Marine. Die seemännische Ausbildung auf Segelschulschiffen trat in den Hintergrund, weil Intensität und Zeitaufwand verringert wurden.
Nach einem stationären Aufenthalt in Kiel wurde die Horst Wessel der Marine-Hitler-Jugend in Stralsund zur Verfügung gestellt. Im Dezember 1940 wurde es kurzfristig Hilfsstabsschiff für den 2. Admiral der Flotte, danach lag es wieder in Kiel. Der letzte Kommandant, Kapitänleutnant Schnibbe, blieb auch nach dem Kriegsende auf dem Schiff und überführte es 1946 als Reparationsleistung in die Vereinigten Staaten.

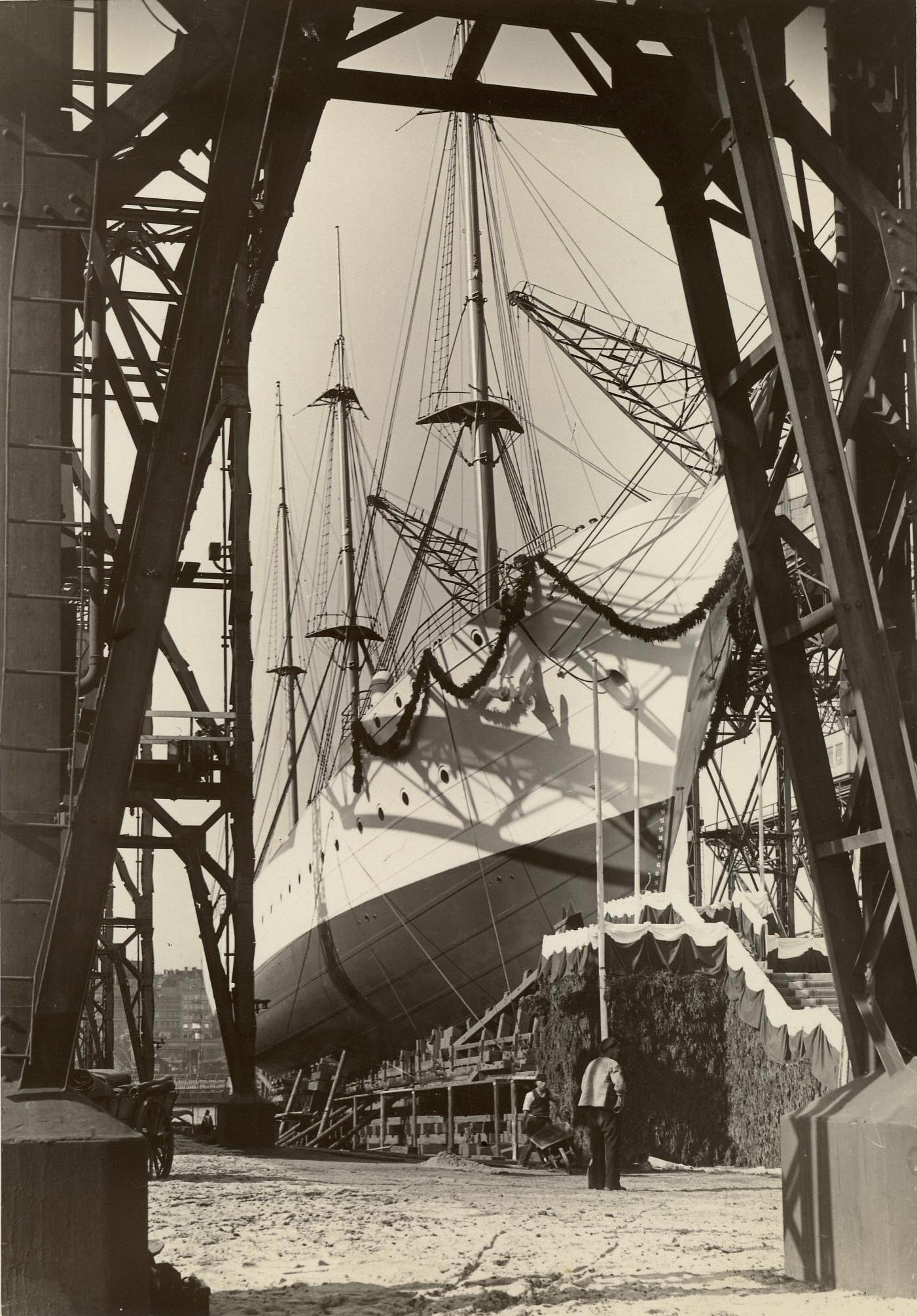
Der Stapellauf des Segelschulschiffs unter dem Namen Horst Wessel
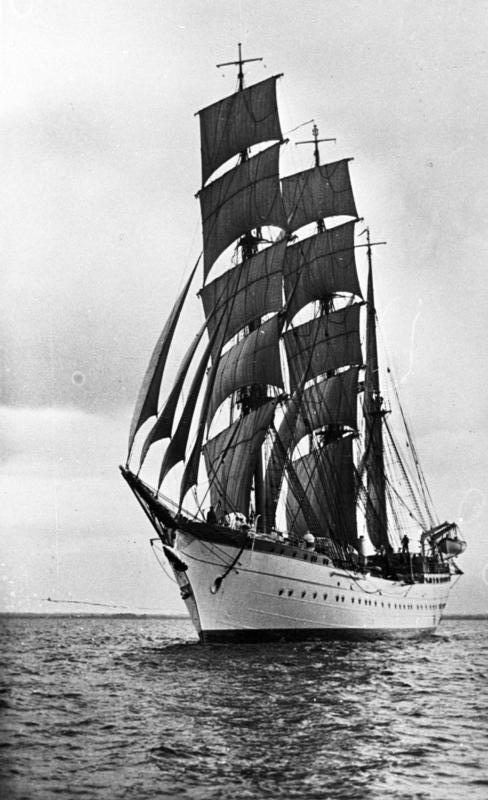
Das Segelschulschiff im Jahr 1936 noch ohne Galionsfigur
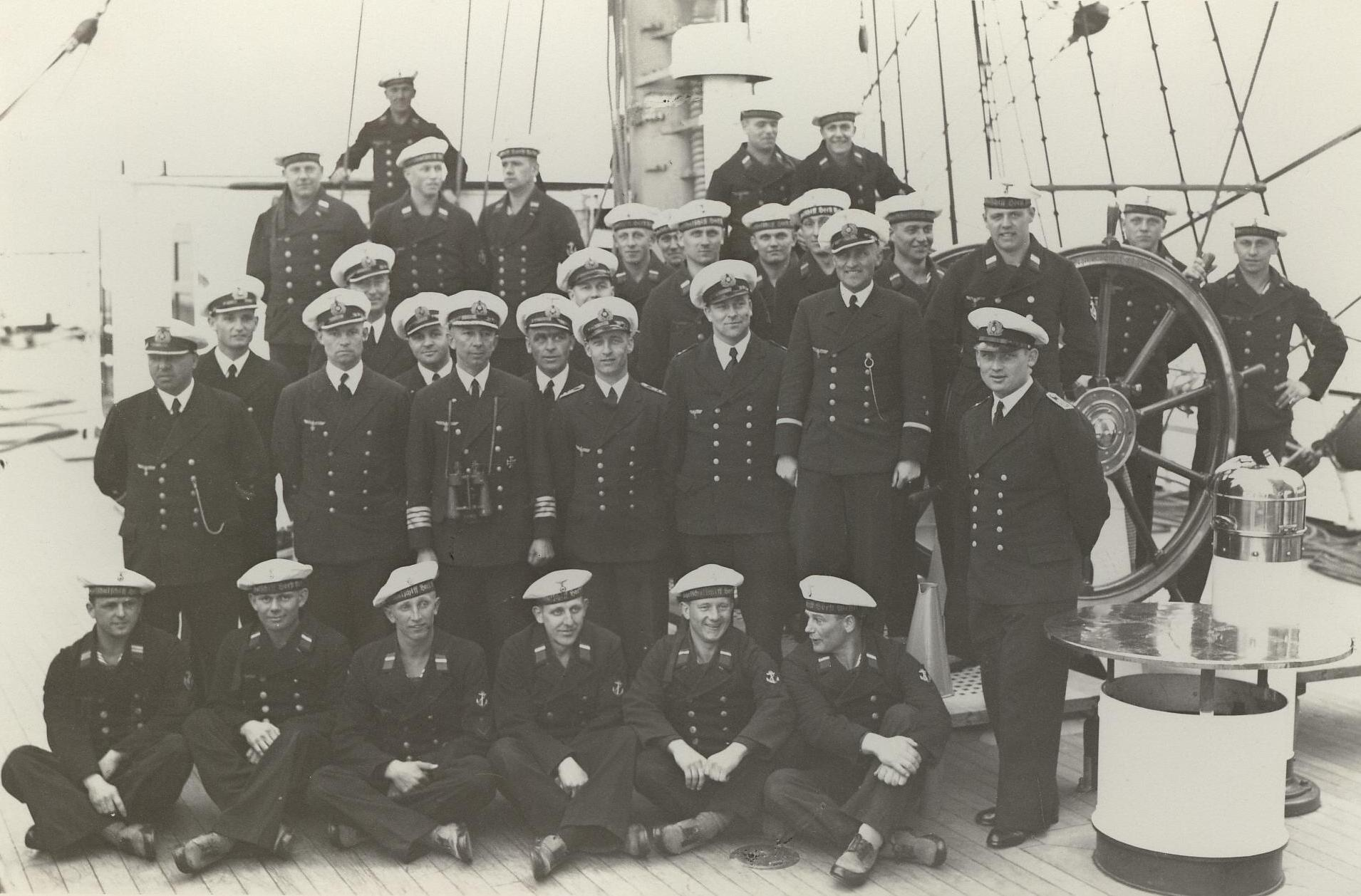
Stammbesatzung des Schiffes im Jahr 1937 mit Kapitän Thiele
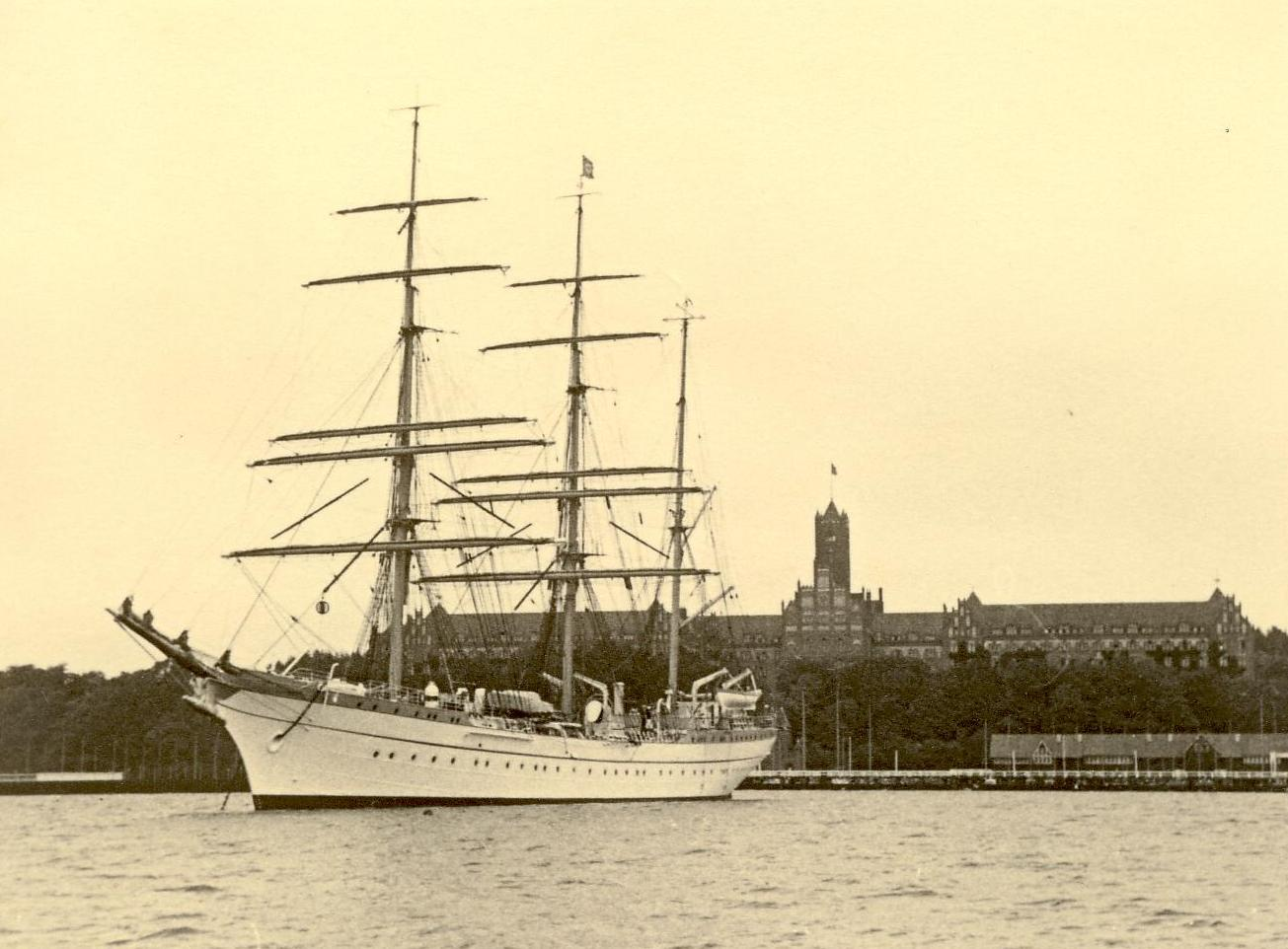
Das Schiff 1937 vor dem Roten Schloss in Flensburg-Mürwik mit Galionsfigur

### Eagle
Seit 1946 fährt die ehemalige Horst Wessel unter dem Namen Eagle (Adler) etwa drei Monate im Jahr unter der Regie der United States Coast Guard und liegt sonst meist im neuen Heimathafen New London (Connecticut). Die Galionsfigur wurde in den 1970er Jahren gegen eine moderne Variante ausgetauscht. Der Adler hat seitdem einen geöffneten Schnabel. Die United States Coast Guard Academy sowie die United States Coast Guard haben ebenfalls einen Adler in ihrem Wappen, jeweils aber mit geschlossenem Schnabel. Der alte Adler befindet sich heute im U.S. Coast Guard Museum in New London.
Am 4. Juni 2011 besuchte die Eagle unter dem Kommando von Kapitän Eric C. Jones die Stadt Hamburg und konnte dort an den Landungsbrücken besichtigt werden. Am 10. Mai 2019 legte sie unter dem Kommando von Kapitän Matthew Meilstrup am Stammplatz ihres Schwesterschiffes Gorch Fock in Kiel an.

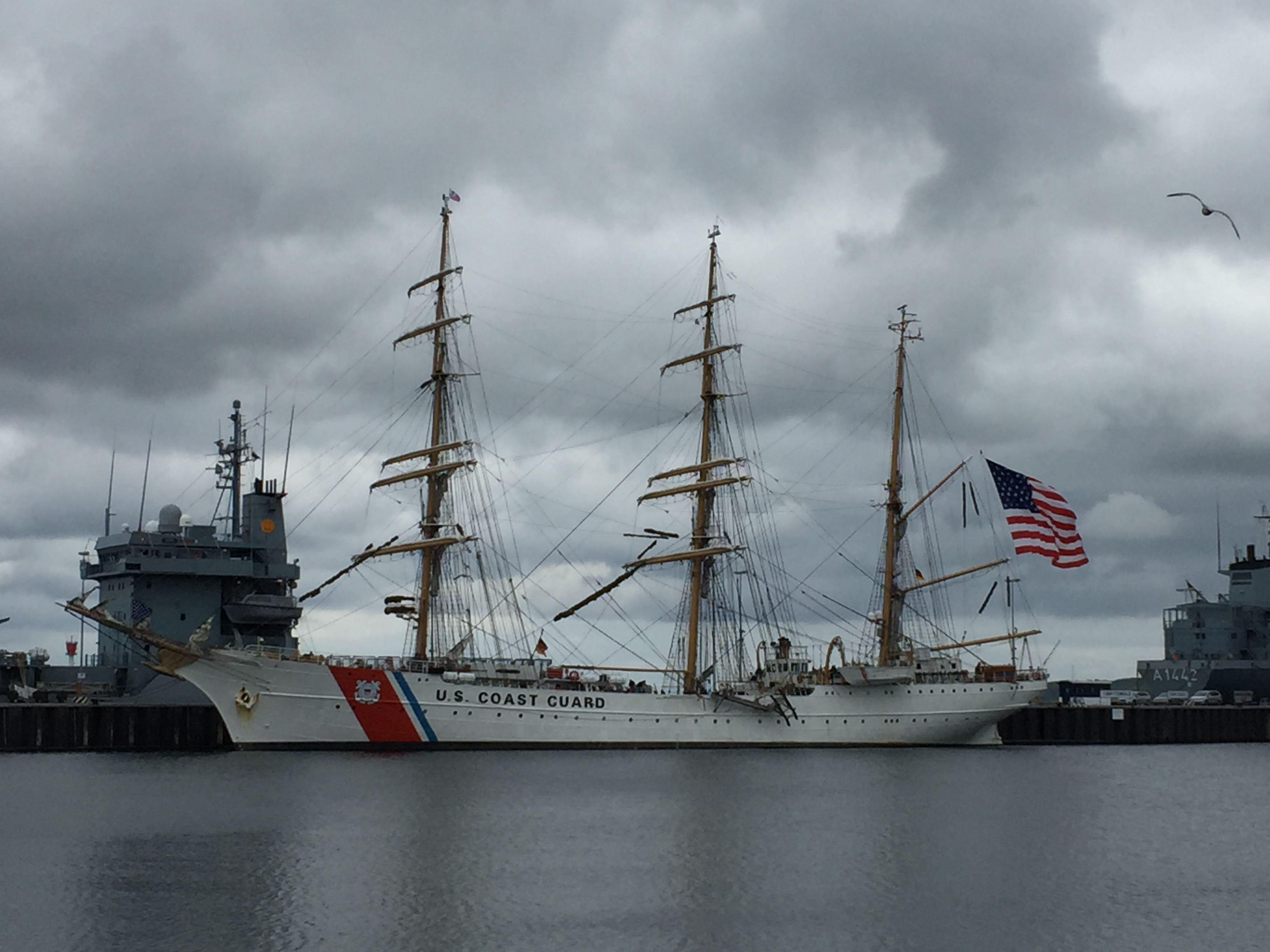
Die Eagle am Liegeplatz des Schwesterschiffes Gorch Fock (II) in Kiel (2019)
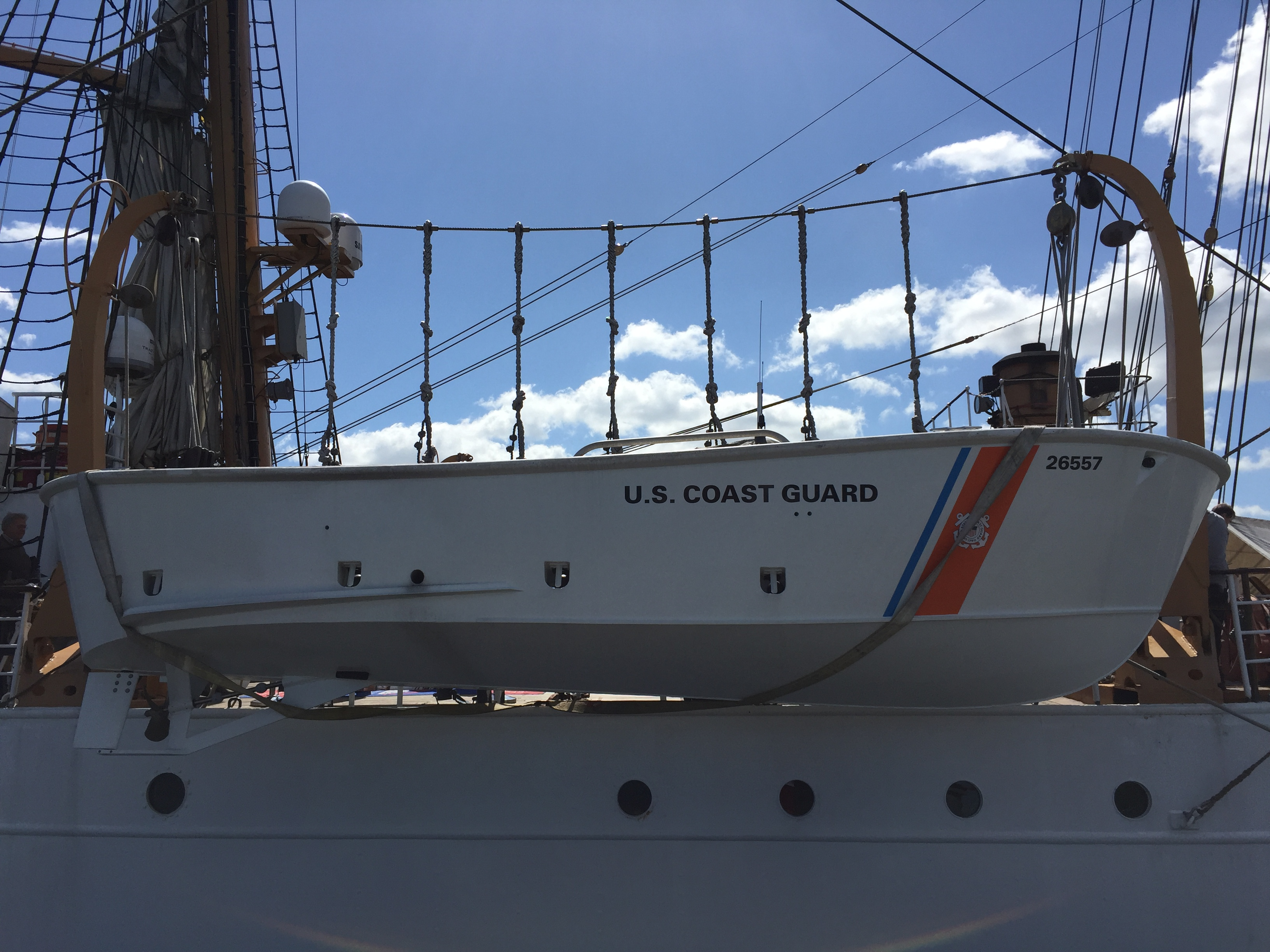
Rettungsboot der Eagle mit dem typischen roten Streifen
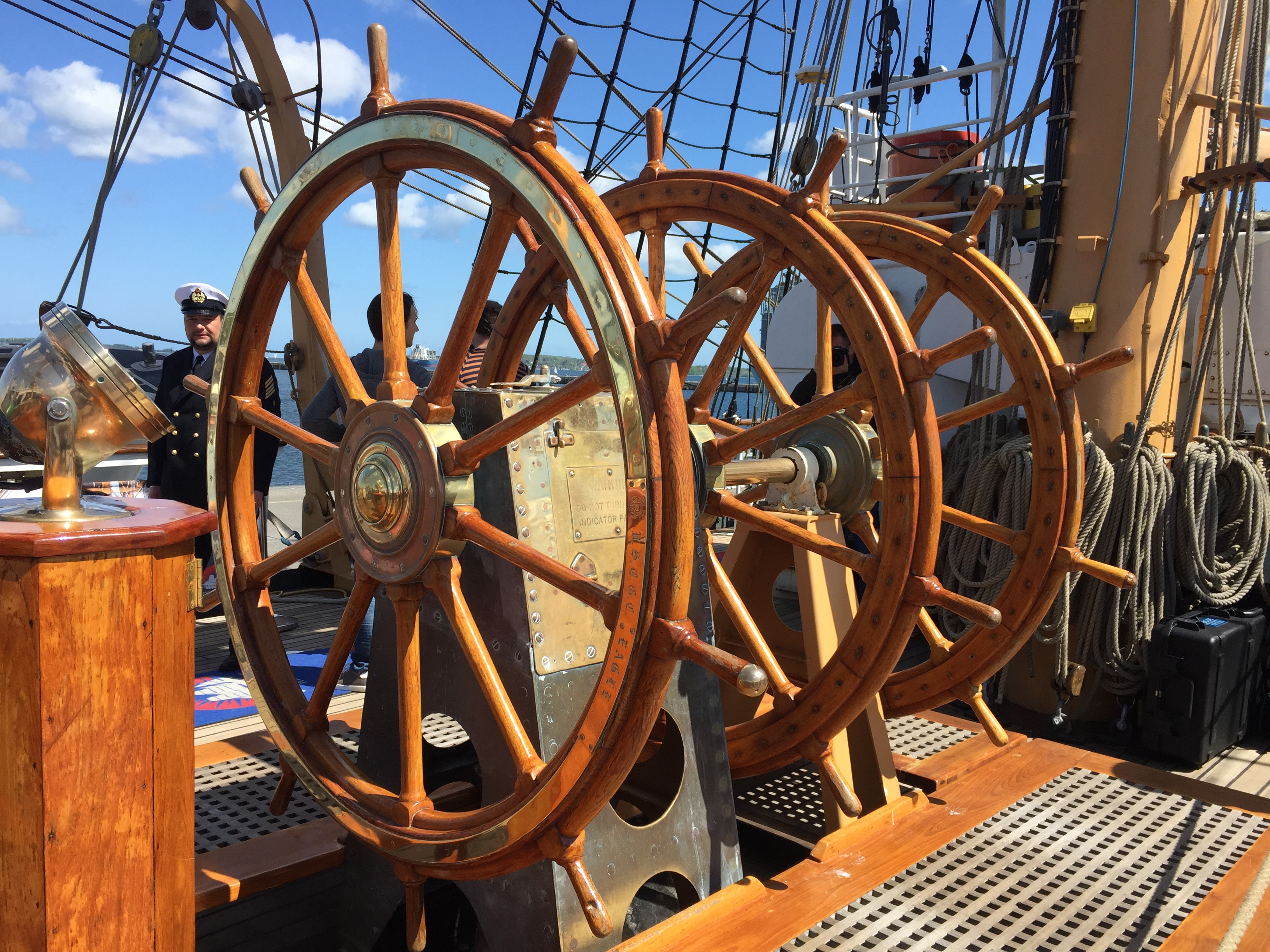
Ruderanlage der Eagle
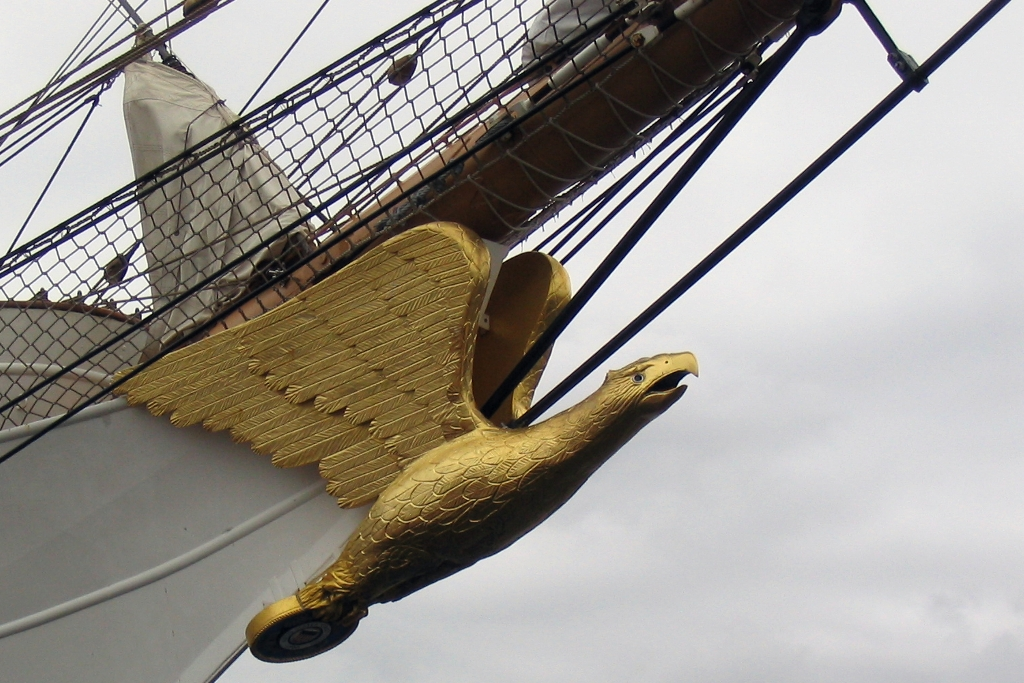
Die erneuerte Galionsfigur der Eagle mit geöffnetem Schnabel
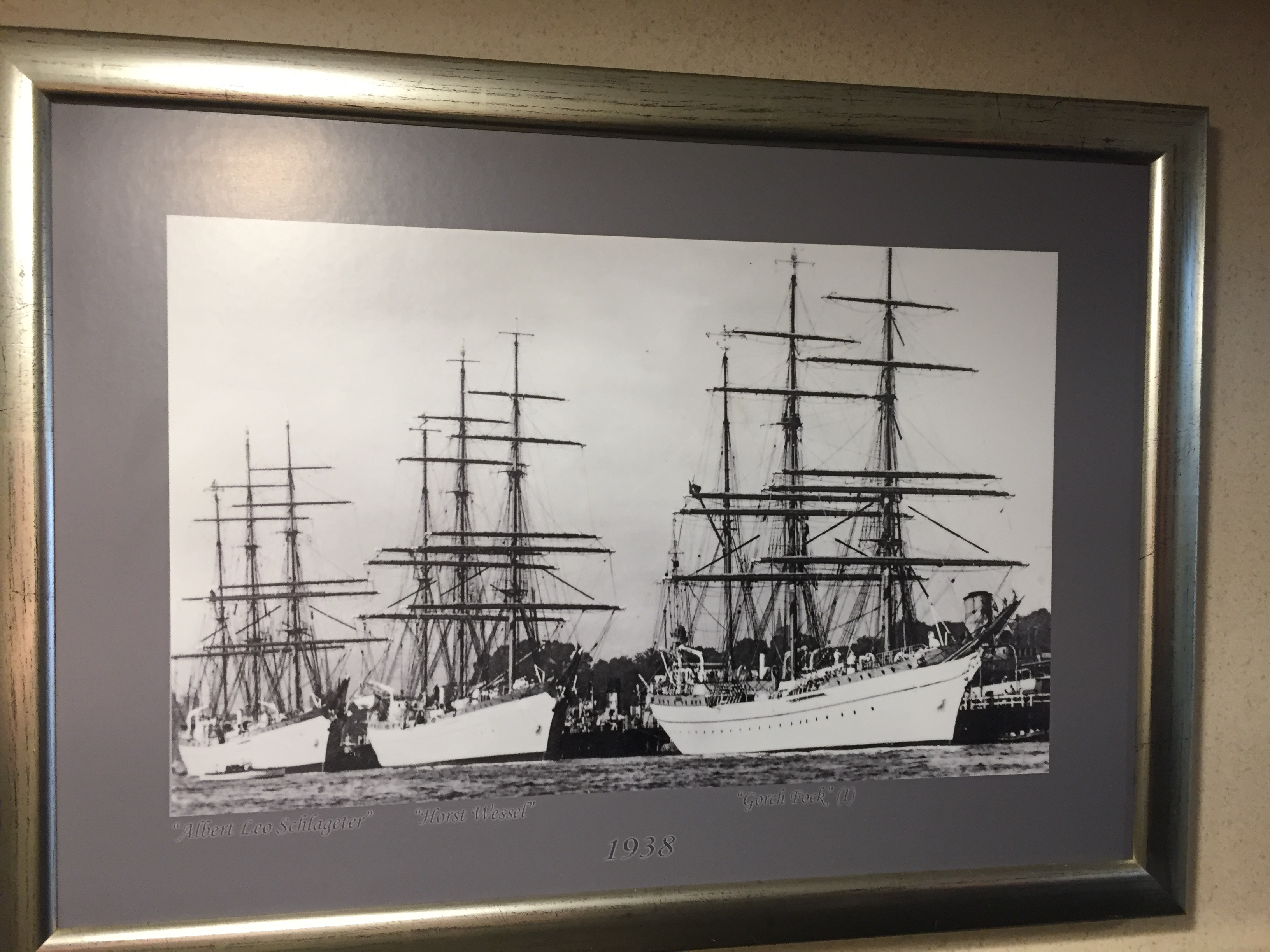
Foto der Schwesterschiffe in der Offiziersmesse (1938)

## Schwesterschiffe
- Gorch Fock (I), 1949–2003 unter dem Namen Towarischtsch
- Sagres, 1938–1948 als Albert Leo Schlageter, portugiesisches Schulschiff
- Mircea, rumänisches Schulschiff
- Herbert Norkus, 1947 als Hulk mit Munition beladen und im Skagerrak versenkt
- Gorch Fock (II), seit 1958 Schulschiff der Deutschen Marine